# De Eersteling (korenmolen)
De Eersteling is een ronde stenen korenmolen, die zich aan de Hoofdweg Westzijde in Hoofddorp (gemeente Haarlemmermeer) bevindt.
De molen, van het type grondzeiler, is geheel uit steen opgetrokken en heeft een met riet gedekte kap. De wieken hebben een vlucht van 24,80 meter.

## Geschiedenis
Het oorspronkelijke bouwjaar is 1856. De molenmaker destijds was de heer Dirk David van Dijk uit Piershil. De molen stond in het centrum van het toen nog kleine Hoofddorp, dat net een jaar of drie bestond. Het was de eerste molen van de recent (1852) ingepolderde Haarlemmermeer; vandaar ook de naam. Er zouden nog vijf molens volgen, die thans geen van alle meer bestaan.
De molen is tot circa 1930 in gebruik geweest voor het malen van graan. In de hongerwinter (1944-45) werd hij opnieuw ingezet, en tot in de jaren vijftig werd er nog wel graan op gemalen. De windvang werd echter door de toegenomen omliggende bebouwing steeds slechter.
Tot 1977 was de molen eigendom van de familie De Koning, die hem in dat jaar voor een gulden verkocht aan de gemeente Haarlemmermeer.

## Locatie

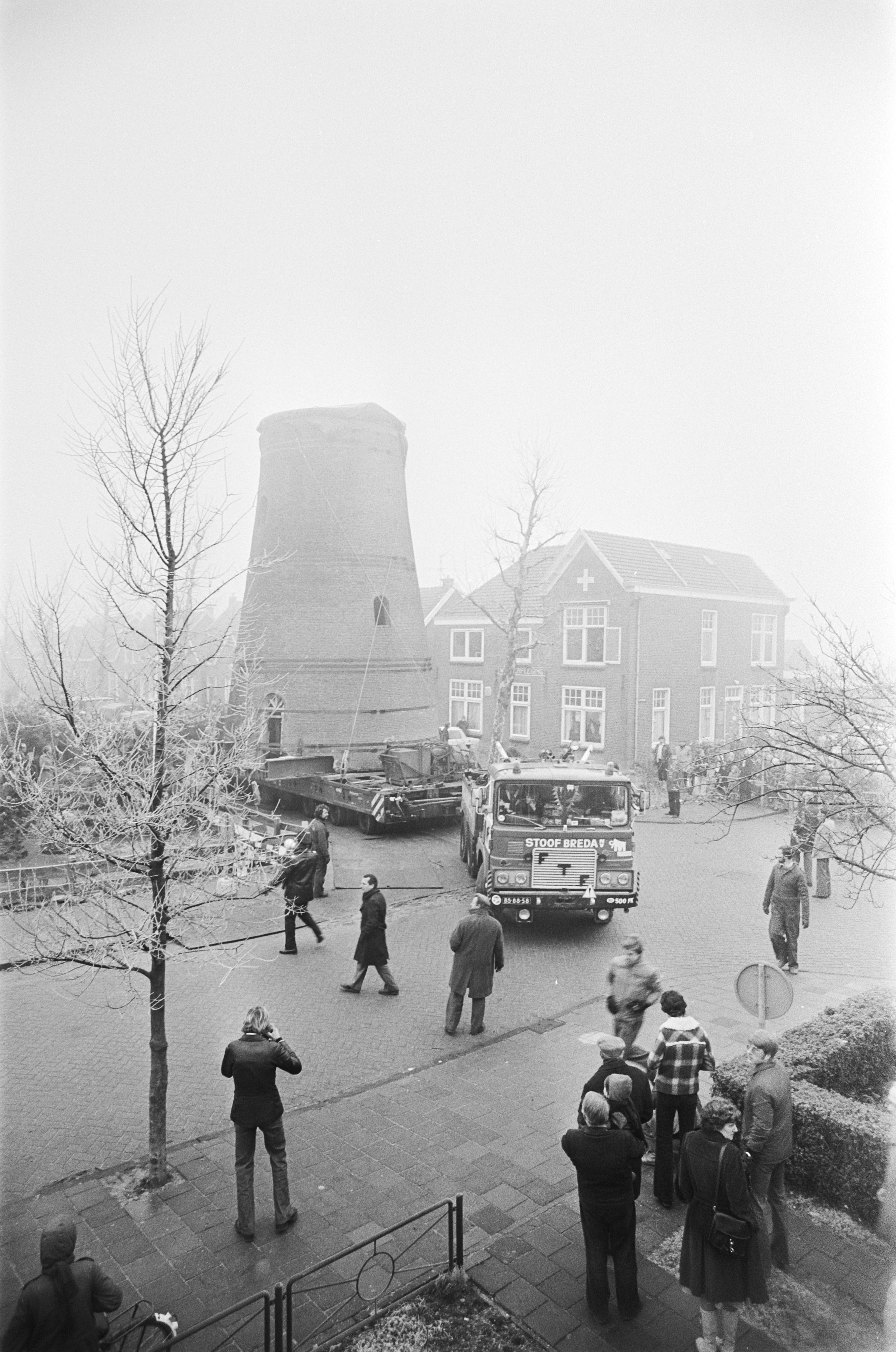
Verplaatsing stenen molen De Eersteling in Hoofddorp, 5 januari 1977.

In 1977 was de molen inmiddels geheel door andere bouwsels ingesloten, hetgeen de molenbiotoop (met name het landschappelijk effect en de windvang) zeer negatief beïnvloedde. Daarom is in dat jaar de eerst gedeeltelijk ontmantelde (lees:ontkapte) molen verplaatst en gerestaureerd door de firma Verbij uit Hoogmade. Het unieke hierbij was dat de Eersteling opnieuw zijn naam eer aandeed, doordat dit de eerste stenen molenromp was die in zijn geheel verplaatst is, en wel over een afstand van bijna twee kilometer. Het gevaarte woog ruim 100.000 kilogram en werd 1,8 km gesleept.
De molen staat op een verhoging van ongeveer zeven meter in het landschap en heeft daardoor toch een redelijke landschappelijke waarde, ondanks de diverse bebouwingen eromheen. Het heuveltje maakt deel uit van de Stelling van Amsterdam. In de jaren zeventig was er veel belangstelling voor molens, en deze in het oog lopende plaats leek geschikt voor het bouwwerk. De oude molen staat nu bijna zij aan zij staat met het Fort bij Hoofddorp, een tientallen jaren jonger monument dat een heel andere functie had. Juist de Stelling van Amsterdam heeft de laatste jaren sterk aan belangstelling gewonnen.

## Gebruik
In 2006 droeg molenaar Dick Prins die enkele jaren tevoren de pensioengerechtigde leeftijd bereikt had, zijn ambachtelijke taak over aan zijn leerling Sander van Rijn.
De Eersteling is in gebruik als korenmolen op professionele basis en er worden diverse meelsoorten verkocht. Openingstijden:
- donderdag: 13:00 - 17:00,
- vrijdag 10:00 - 17:00 en
- zaterdag 10:00 - 17:00.